# Theodore Jasper

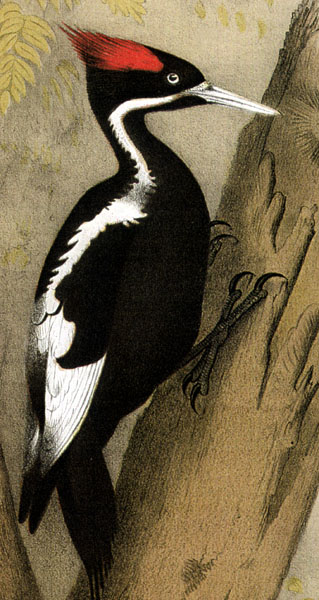
Ilustacja dzięcioła wielkodziobego z Studer's Popular Ornithology wykonany przez Jaspera

Theodore Jasper (ur. 13 lipca 1814 w Prusach  – zm. 6 czerwca 1897 w Columbus w stanie Ohio) – amerykański ilustrator, doktor medycyny. Amatorsko zajmował się ornitologią. 
Jego ilustracje stanowiły podstawę XIX-wiecznej pracy Studer's Popular Ornithology.